# Liz Gallardo
Liz Galardo (Guadalajara, 27 de novembro de 1979) é uma atriz mexicana, mais conhecida por ser a protagonista da série "Las Aparicio". Em 2008 atuou no filme "Máncora", do diretor Ricardo de Montreuil, premiado com a seleção oficial do Sundance Film Festival.

## Filmografía

### Televisão
- Como en el cine (2001-2002) - Rocío Montero
- Prisionera (2004) - Monalisa García
- La ley del silencio (2005) - Manuela
- Decisiones (2006) - Varios Roles
- Tiempo final (2007) - Varios Roles
- Tómalo suave (2008) - Varios Roles
- Vuélveme a querer (2009) - Nora Mejía
- Las Aparicio (2010) - Julia Aparicio
- Una maid en Manhattan (2011-2012) - Leticia "Lety" Robles
- Bajo el mismo cielo (2015-2016) - María Solís Martínez
- Las amazonas (2016) - Montserrat
- La candidata (2016) - Deborah Ronderos
- El vuelo de la Victoria (2017) - Sílvia Torres
- Caer en tentación (2017-2018) - Gabriela
- Doña Flor y sus dos maridos (2019) - Mariana

### Cinema
- Las Aparicio: La Película
- El Parto
- La última y nos vamos
- El búfalo de la noche
- Máncora
- Seres: Génesis
- 3.3
- Cinco de mayo, La Batalla